# Souto (Terras de Bouro)
Souto is een plaats (freguesia) in de Portugese gemeente Terras de Bouro en telt 564 inwoners (2001).